# Campoletis exarmator
Campoletis exarmator là một loài tò vò trong họ Ichneumonidae.